# Tartessos

Zona culturală tartesiană.

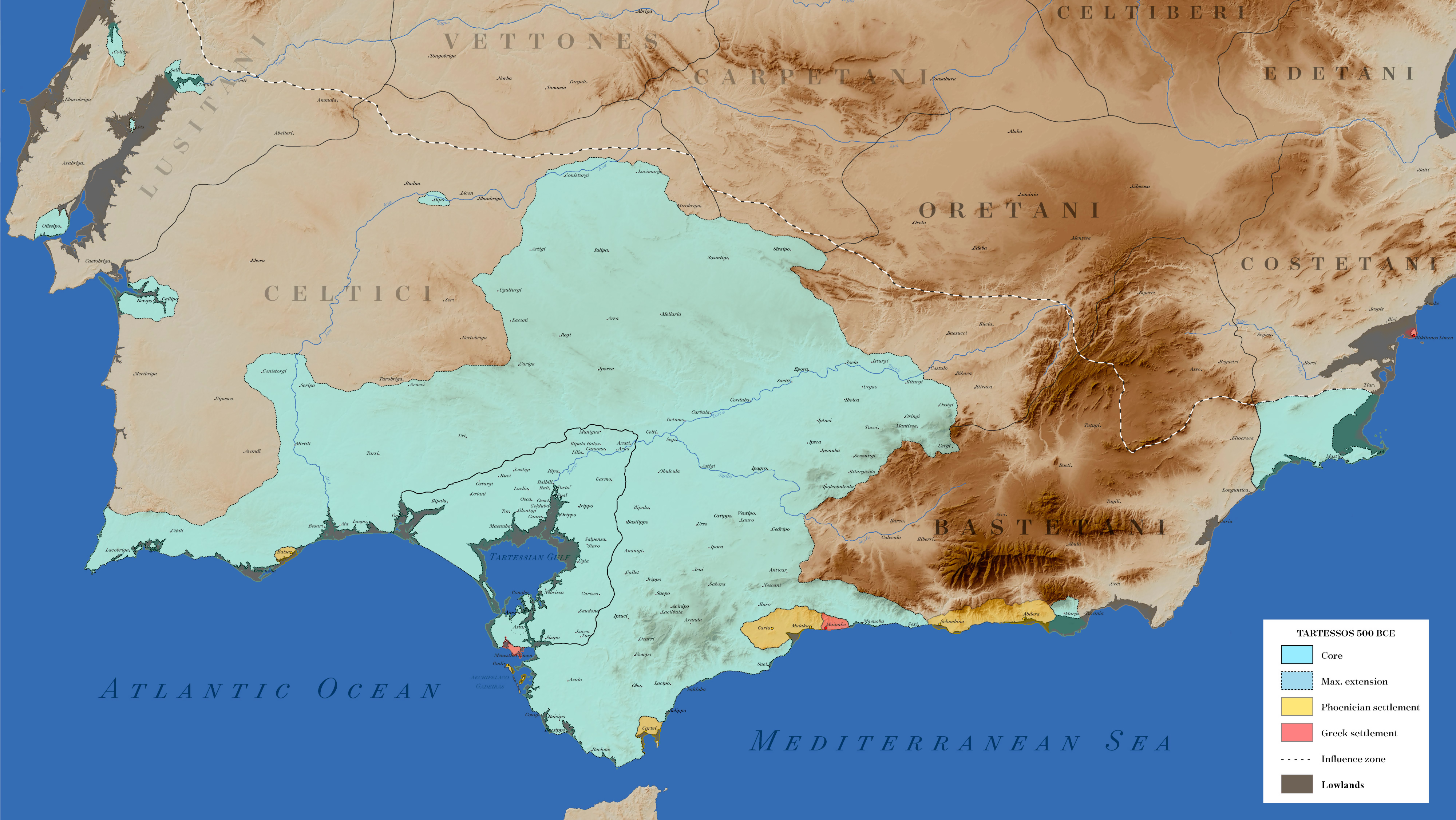
Tartessos în jurul anului 500 î.Hr.

Tartessos (de asemenea Tartessus) era un oraș portuar pe coasta sudică a peninsulei Iberice, în Andaluzia de astăzi, în Spania, la gurile râului Guadalquivir. Tartessos datează cel puțin din anul 1 000 î.Hr., când fenicienii au intrat în contact cu orașul existent. Tartessienii erau negustori, care ar putea fi descoperitorii drumului către Insulele Cositorului (Marea Britanie, sau mai exact Cornwall), sau cositorul s-ar fi putut afla în aluviunile propriului lor râu. Comerțul cu acest metal era foarte profitabil începând cu epoca bronzului, deoarece era necesar pentru producția bronzului. Locuitorii Tartessosului au devenit parteneri comerciali importanți ai fenicienilor, care au construit în apropiere un port propriu, Gades (astăzi Cádiz). Textele antice grecești vorbesc despre un rege legendar al Tartessosului, Arganthonios, cunoscut pentru bogăția sa în argint și alte minerale. Conform acestor surse, el a trăit mult peste durata normală de viață a unui om, însă Arganthonios ar fi putut fi numele mai multor regi tartessieni sau a titlului lor, dând naștere legendei longevității unui singur om. Au fost descoperite diferite artefacte legate de cultura tartessiană, însă orașul propriu-zis a rămas ascuns.

## Civilizație pierdută
În secolul al VI-lea î.Hr., Tartessos a dispărut relativ brusc din istorie. Romanii au numit largul golf Tartessius Sinus, deși orașul nu mai exista. O teorie susține că orașul a fost distrus de cartaginezi, care doreau să stăpânească rutele comerciale tartessiene. O altă teorie susține că a fost refondat, în condiții obscure la Carpia. Când călătorul Pausanias a vizitat Grecia în secolul al II-lea d.Hr. (Paus. Desc. 6.XIX.3), a văzut două camere de bronz într-unul din sanctuarele din Olimpia, despre care locuitorii din Elis afirmau că este bronz tartessian:
"Ei spun că Tartessus este un râu în țara iberilor, scurgându-se în mare prin două guri, și între aceste două guri se află un oraș cu același nume. Râul, care este cel mai mare din Iberia, a fost denumit ulterior Baetis, și unii cred că Tartessus era vechiul nume al Carpiei, un oraș al iberilor".
Flavius Philostratus, Viața lui Apollonius din Tyana (cartea v.1) vorbește despre partea cea mai sudică a Hispaniei: "promontoriul Europei, cunoscut sub numele de Calpis, se întinde de la strâmtoare și partea dreaptă pe o distanță de șase sute de stadii, și se termină în anticul oraș Gadeira."  
Numele "Carpia" ar putea fi transmis în El Carpio, aflat la un cot al Guadalquivirului, însă originea numelui său a fost asociată cu cea mai veche clădire de acolo, un turn maur ridicat în 1325 de inginerul responsabil de alcázarul din Sevilia. 
Locul unde se afla Tartessos s-a pierdut—îngropat sub terenurile mlăștinoase care au înlocuit fostul estuar în spatele dunelor, la gura de vărsare (unică) a Guadalquivir, unde delta râului a fost blocată treptat de nisip și aluviuni. Zona este astăzi protejată, sub numele de Parque Nacional de Doñana. (vezi link)

## Legături mitice și religioase
Unii consideră Tartessos ca sursa legendei Atlantidei. Asemănările dintre cele două societăți legendare fac această legătură posibilă. Atât Atlantida, cât și Tartessos sunt considerate a fi fost societăți avansate care s-au prăbușit când orașele lor au fost pierdute sub valuri.
Unii entuziaști tartessieni îl consideră contemporan Atlantidei, cu care ar fi avut legături comerciale.
În Biblie, cuvântul Tarșiș s-ar putea referi la Tartessos, deși Tarsus din Turcia ar putea fi desemnat prin acest nume. Tarșiș, asemenea Tartessosului, e asociat cu mari bogății minerale.